# Guilherme Soares Guedes de Freitas
Guilherme Soares Guedes de Freitas (sinh ngày 24 tháng 7 năm 1991) là một cầu thủ bóng đá người Brasil.

## Sự nghiệp câu lạc bộ
Guilherme Soares Guedes de Freitas hiện đang chơi cho SC Sagamihara.